# Geoffroy de La Marthonie
Geoffroy de La Marthonie, mort le 17 décembre 1617, est un prélat français du XVIe siècle et du début du XVIIe siècle, évêque d'Amiens.

## Biographie

### Famille
Il est le fils de Geoffroy de La Marthonie, seigneur de Puyguilhem dans le Périgord et de Margueritte de Mareuil, et le petit-fils de Pierre-Mondot de La Marthonie, premier président au parlement de Paris. Il est le frère de Henri de La Marthonie et l'oncle de Raymond de La Marthonie.

### Carrière ecclésiastique

#### Un début de carrière prometteur
Geoffroy de Marthonie est conseiller clerc au parlement de Bordeaux, archidiacre et chanoine de l'église métropolitaine de cette ville, lorsqu'il est nommé évêque d'Amiens en 1576, après une vacance du siège de près de trois ans. Il se consacra entièrement à son diocèse contrairement à ses prédécesseurs.
En 1577, il donna un grand retentissement à la guérison de Nicole Obry, Amiénoise qui frappée de cécité aurait retrouvé la vue après avoir prié, communié et touché le chef de saint Jean-Baptiste. Il organisa en 1577, pendant le carême, une procession derrière la relique de saint Jean-Baptiste portée par les chanoines du chapitre cathédral suivis d'une foule nombreuse. Ainsi, l'évêque tentait-il d'affirmer le pouvoir thaumaturge des saintes reliques en réponse aux attaques des protestants qui considéraient la croyance dans le pouvoir des reliques comme de la superstition.

#### Un opposant à Henri IV
La Marthonie fut l'un des promoteurs de la Ligue, groupement de catholiques pour la défense de la « vraie foi »  contre l'hérésie protestante.
Il participa au concile de Reims en 1585, et aux États généraux de Blois, en 1588. Geoffroy de La Marthonie s'opposa ensuite directement au nouveau roi Henri IV et lança un mandement séditieux contre lui, en 1594. Le Parlement de Paris, par un arrêt du 9 juillet de la même année, le décréta de prise de corps, fit confisquer ses biens, et défendit à ses diocésains de lui obéir et d'avoir aucune relation avec lui.

#### Retour en grâce
Mais, ayant reconnu les droits de Henri IV à la couronne, il abjura son erreur. Le 18 août 1594 après que la ville l'eut reconnu comme roi de France, Henri IV assista à une cérémonie dans la cathédrale Notre-Dame d'Amiens. Il y revint, le 25 septembre 1597 après la reprise de la ville aux Espagnols.

#### Reprise en main du diocèse
La Marthonie se rendit au concile provincial de Reims en 1583 et en réunit un dans son palais épiscopal d'Amiens en septembre 1586 pour rendre effectives les décisions du concile de Trente. D'autre part, il encouragea l'installation, à Amiens, de nouveaux ordres religieux : les Capucins (1593), les Carmélites (1606), les Ursulines (1615), les Jésuites (1604) à qui furent confiés le collège de la ville. Il fit également rédigé un bréviaire, en 1607 et un missel, en 1615 conformes aux prescriptions de la papauté, diffusés dans tout le diocèse. Il rédigea, en 1608 et 1609, plusieurs lettres pastorales et règlements sur les mariages, les sépultures, et les ermites vivant dans son diocèse.
Ne pouvant résigner son évêché en faveur de son neveu Raymond de La Marthonie, prévôt et chanoine du chapitre cathédral d'Amiens, il demanda pour coadjuteur, en 1613, François Lefèvre de Caumartin, moyennant une pension de 1 800 livres, payable à son neveu, sur le revenu de l'évêché. 
Il mourut le 17 décembre 1617 et fut inhumé dans la chapelle Saint-Pierre (aujourd'hui chapelle Saint-Jean-Baptiste) de la cathédrale Notre-Dame d'Amiens

## Bilan d'un épiscopat
Malgré les événements tragiques qui jalonnèrent son long épiscopat (41 ans) : famine qui désola la ville d'Amiens en 1587, peste en 1596,  prise d'Amiens par les Espagnols en 1597, Geoffroy de La Marthonie fut considéré comme un pasteur avisé et actif dans la défense de la foi catholique et l'administration du diocèse.